# بلوار پالمرستون

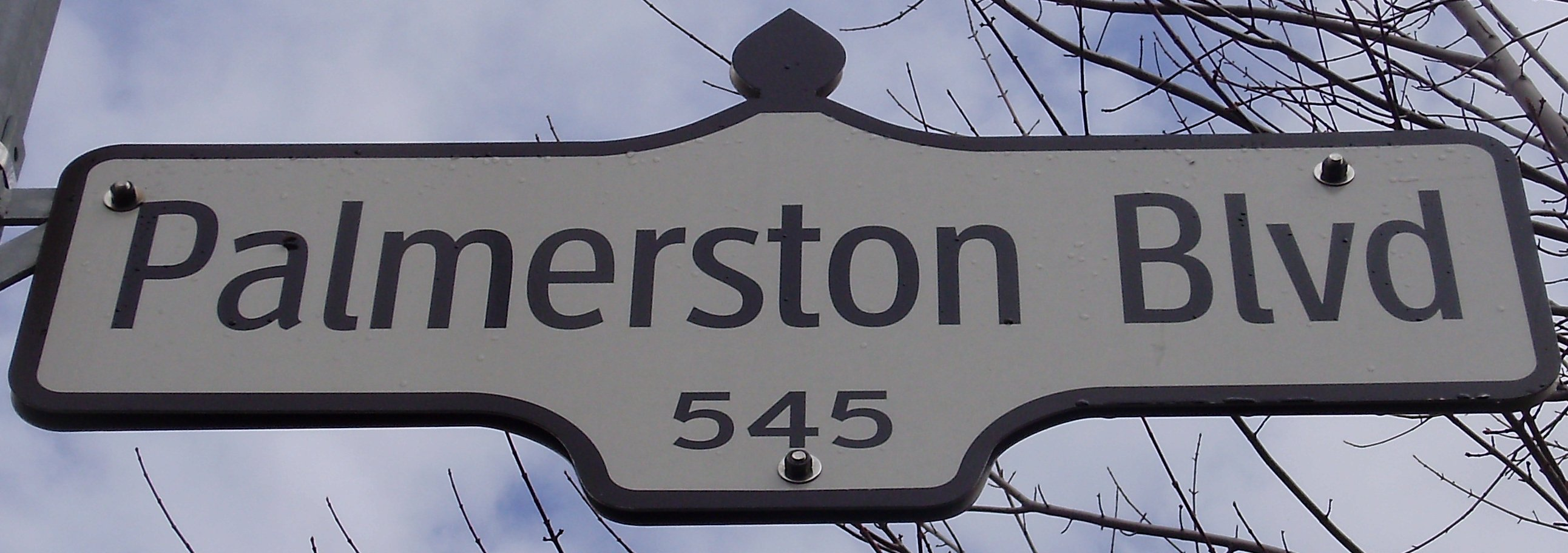
تابلوی علامت بلوار پالمرستون

بلوار پالمرستون (انگلیسی: Palmerston Boulevard) یک خیابان مسکونی واقع در شهر تورنتو، انتاریو، کانادا (⎘ کانادا)، دو بلوک در غرب خیابان بثرست، بین کره‌تاون و ایتالیای کوچک (تورنتو).
پالمرستون که در خیابان بلور و  خیابان کالج (تورنتو) با دروازه‌های سنگی و آهنی محصور شده است با ردیفی از لامپ‌های چدنی به‌طور متقارن و درختان افرای سفید بالغ پوشیده شده است. پالمرستون یکی از بهترین خیابان‌های مسکونی تورنتو است. نام پالمرستون در جنوب به عنوان خیابان پالمرستون از خیابان کالج تا خیابان کوئین ادامه دارد.